# 베스트 오퍼
《베스트 오퍼》(영어: The Best Offer, 이탈리아어: La migliore offerta)는 2013년 공개된 이탈리아의 영화이다.

## 출연

### 주연
- 제프리 러쉬
- 짐 스터게스
- 실비아 획스
- 도날드 서덜랜드

### 조연
- 필립 잭슨
- 더모트 크로울리
- 커루나 스테이멜
- 리야 케베데
- 막시밀리언 디르
- 로렌스 벨그레이브
- 션 부캐넌
- 존 벤필드
- 마일즈 리처드슨
- 브리짓 크리스텐슨
- 재클린 홉킨스
- 아만다 워커
- 실비아 드 판티
- 게리 샤나한
- 제이 나텔
- 케이티 맥고번
- 줄리안 커리

## 기타
- 라인프로듀서: 구이도 드 로렌티스
- 라인프로듀서: 파벨 뮐러
- 미술: 마우리치오 사바티니
- 세트: 라파엘라 지오바니티
- 시각효과: 마리오 자놋
- 분장: 루이지 로체티
- 헤어: 스테파노 세카렐리
- 의상: 모리지오 밀렌노티
- 배역: 레그 포어스쿠트-에드거튼